# محیط زمین

روش اراتوستن برای اندازه‌گیری محیط منحنی زمین با پرتوهای خورشیدی که به صورت دو پرتو در دو نقطه در مصر (اسوان و اسکندریه) به زمین برخورد می‌کنند.

محیط زمین به محیط منحنی پیرامون زمین گفته می‌شود. محیط زمین به دور استوا ۴۰٬۰۷۵٫۰۱۷ کیلومتر (۲۴٬۹۰۱٫۴۶۱ مایل). در صورتی که اندازه‌گیری محیط زمین از قطب‌های جغرافیایی بگذرد، مقدار آن برابر با ۴۰٬۰۰۷٫۸۶۳ کیلومتر (۲۴٬۸۵۹٫۷۳۴ مایل) است.
از دوران باستان، اندازه‌گیری محیط زمین در ناوبری اهمیت داشته است. اولین اندازه‌گیری و محاسبه علمی شناخته‌شده توسط اراتوستن با مقایسه ارتفاع خورشید در میانه روز در دو مکان با فاصله شمالی - جنوبی مشخص از هم انجام شد. او به درجه بالایی از دقت در محاسبات خود دست یافت. با در نظر گرفتن زمین به عنوان یک کره، محیط زمین مهم‌ترین اندازه‌گیری آن خواهد بود. شکل کره زمین تقریباً ۰٫۳٪ از کره کامل انحراف دارد که با نام تخت‌شدگی شناخته می‌شود.
در دوران جدید، محیط زمین برای تعریف یکاهای اساسی اندازه‌گیری طول مانند مایل دریایی در سده هفدهم و متر در سده هیجدهم استفاده شده است. محیط قطبی زمین بسیار نزدیک به ۲۱٬۶۰۰ مایل دریایی است، زیرا مایل دریایی برای بیان یک دقیقه از عرض جغرافیایی در نظر گرفته شده بود (مقاله قوس نصف‌النهاری را ببینید) که ۲۱٬۶۰۰ بخش از محیط قطبی است (یعنی ۶۰ دقیقه × ۳۶۰ درجه). محیط قطبی همچنین نزدیک به ۴۰٬۰۰۰ کیلومتر است، زیرا هر متر در ابتدا یک ده میلیونیم فاصله قوسی از قطب تا استوا تعریف شده بود (یعنی یک کیلومتر یک ده‌هزارم این قوس است). دقت اندازه‌گیری محیط زمین از آن زمان بهبود یافته است، اما طول فیزیکی هر یکای اندازه‌گیری نزدیک به آنچه در آن زمان تعیین شده بود، باقی مانده بود؛ بنابراین محیط زمین دیگر یک عدد گرد بر حسب متر یا مایل دریایی نیست.